# Zamarada euerces
Zamarada euerces är en fjärilsart som beskrevs av Louis Beethoven Prout 1928. Zamarada euerces ingår i släktet Zamarada och familjen mätare. Inga underarter finns listade i Catalogue of Life.